# Motorová jednotka DRG 877
Motorová jednotka DRG řady 877 (později VT 04.0 DB) se stala prototypem předválečných vysokorychlostních motorových jednotek DRG. Byla vyrobena v jediném kuse v roce 1932, zároveň se jednalo o první německou aerodynamicky tvarovanou jednotku nasazenou do pravidelného provozu. Od roku 1933 jezdila na spojích mezi městy Berlín a Hamburk známých pod názvem Létající Hamburčan (Fliegender Hamburger). Tehdy se jednalo o nejrychlejší spoj na světě.

## Vývoj
V únoru 1932 objednaly Německé říšské dráhy (DRG) u firmy Waggon- und Maschinenbau AG Görlitz (WUMAG) dvoudílnou motorovou jednotku s řadovým označením 877a/b. Jednotka byla dokončena koncem roku 1932 a v únoru 1933 převzata DRG. Na její výrobě se dále podílely firmy Maybach ve Friedrichshafenu, Siemens - Schuckert a AEG.
Při zkušební jízdě 19. prosince 1932 z Berlína (Lehrter Bahnhof) do Hamburku (hlavní nádraží) ustanovila nový rychlostní rekord - vzdálenost 286 km překonala v čase 142 minut. Na jednotce se uplatnila řada technických novinek. Aerodynamika jednotky byla zkoumána v aerodynamickém tunelu v továrně na vzducholodě ve Friedrichshafenu, jednalo se o vozidlo lehké stavby a k pohonu sloužil dieselelektrický přenos výkonu. Krajní běžné podvozky nesly každý soustrojí složené z dvanáctiválcového naftového motoru Maybach G05 a stejnosměrného generátoru. Prostřední Jakobsův podvozek byl opatřen dvěma stejnosměrnými tlapovými motory. Výkon 2x420 PS (2x302 kW) umožňoval jednotce provoz s maximální rychlostí 160 km/h. Obě poloviny byly schopné samostatného provozu (z hlediska agregátů a řízení). Jednotka byla schopna s jedním funkčním motorem dosáhnout na rovině rychlost 120 km/h. Motor způsoboval zpočátku problémy, částečně kvůli příliš tuhému uložení v podvozku, částečně kvůli poddimenzovanému uložení klikového hřídele. Tyto problémy byly odstraněny vývojem typu G06, který je ve své poslední verzi GT06 dodnes v provozu na některých lokomotivách DB - např. V 60. Tyto zkušenosti využil i Franz Kruckenberg (konstruktér kolejového zeppelina), který umístil motory své jednotky SVT 137 155 do skříně vozidla.
Jednotka byla vybavena tlakovou brzdou Knorr. Nekovové brzdové špalky působily na brzdové bubny umístěné na hvězdicích kol. Kromě této brzdy bylo vozidlo vybaveno ještě elektromagnetickou kolejnicovou brzdou. Brzdná dráha z rychlosti 160 km/h činila 800 metrů, proto bylo nutno zvětšit zábrzdné vzdálenosti ze 700 na 1200 m. Dále byla jednotka vybavena zařízením mrtvého muže.
Souprava nabízela 98 míst k sezení ve dvou velkoprostorových oddílech tehdejší 2. třídy (jeden kuřácký) a čtyři místa v bufetu. Jako symbol výjimečnosti nesla fialovo-krémový nátěr tehdejších luxusních vlaků.
Jednotka neměla standardní spřahovací a narážecí ústrojí. Pro případ potřeby tažení jiným vozidlem měla ve výbavě tažnou tyč. Čelo chránily před poškozením jiným vozidlem narážky opatřené gumovým obložením.
DRG 877 se stala prototypem pro ostatní vysokorychlostní jednotky typů Hamburg, Leipzig, Köln a Berlin označených souhrnně řadou SVT 137. Úspěchy, které provázely nasazení této jednotky, vedly v roce 1935 lokomotivku Henschel ke konkurenční nabídce rychlého aerodynamického luxusního vlaku taženého parní lokomotivou. Tento vlak byl postaven a provozován pod označením Henschel-Wegmann-Zug.

## Provoz
Od 15. května 1933 jezdila jednotka v pravidelném provozu mezi stanicemi Berlin Lehrter Bahnhof a Hamburg Hauptbahnhof. Vzdálenost 286 km překonávala za 138 minut, v čase, který byl znovu dosažen až o 64 let později v roce 1997 vlakem ICE. V čase 2. světové války byla jednotka odstavena. Od roku 1945 sloužila pro dopravu francouzské okupační správě a v roce 1949 byla vrácena DB, které ji provozovaly až do roku 1957. Jedna polovina jednotky se zachovala v Dopravním muzeu v Norimberku.